# Lorena de Lourdes Lobos González
Lorena de Lourdes Lobos González (Santiago, Chile, 18 de enero de 1976) es doctora en Bioquímica y Profesora asistente en el Instituto de Ciencias Biomédicas de la Facultad de Medicina de la Universidad de Chile.

## Reseña biográfica
Seleccionada de Basketball de la Ciudad de los Andes, hija de Julio Lobos y Aída González, ambos profesores municipales. Tiene dos hermanos José Rodrigo y Omar Vicente. Estudió en la Pontificia Universidad Católica de Valparaíso.

## Trayectoria
Doctora y Magíster en Bioquímica egresada de la Facultad de Ciencias Químicas y Farmacéuticas de la Universidad de Chile, Bioquímica de la Facultad de Química de la Pontificia Universidad Católica de Valparaíso. Fue investigadora Principal en una empresa de biotecnología dirigiendo múltiples ensayos terapéuticos in vivo en Andes Biotechnologies en Fundación Ciencia y Vida, y Profesora Asociada en el Centro de Medicina Regenerativa de la Facultad de Medicina de la Universidad Del Desarrollo. Actualmente es Investigadora Asociado en el Centro de Enfermedades Crónicas de la Universidad de Chile (FONDAP- ACDDIS) y Profesora Asistente del Instituto de Ciencias Biomédicas (ICBM) de la Facultad de Medicina de la Universidad de Chile.
Dirige su grupo de investigación en Dinámica Tumoral Mamaria colaborando con fundaciones y asociaciones rosas.

## Contribuciones científicas
Trabajó en terapia génica enfocada en Ribozimas, RNA catalítico, durante su magíster. En su doctorado se volcó a buscar blancos moleculares para frenar el crecimiento tumoral, se enfocó en Caveolina 1. 
Adjudicó una inserción en la academia y sus resultados aportaron a comprender en modelos in vivo como un RNA no codificante mitocondrial al ser bloqueado, frena la capacidad metastásica, esto en muchos tipos de cánceres.
Actualmente busca validar un biomarcador de metástasis, en pacientes con cáncer de mama poscirugía. Busca validar un símil al antígeno Prostático, en mujeres y en muestra de sangre.

## Publicaciones
Cuenta con más de cincuenta trabajos en publicaciones científicas nacionales e internacionales.

## Premios y reconocimientos
- Andino Destacado (2020)[5]
- Ciudadano Destacado con reconocimiento en ciencias (2024)[6]